# Anthea Stewart
Pour les articles homonymes, voir Stewart.
Anthea Dorine Stewart, née le 20 novembre 1944 à Blantyre (Nyassaland), est une joueuse de hockey sur gazon sud-africaine naturalisée zimbabwéenne.

## Biographie

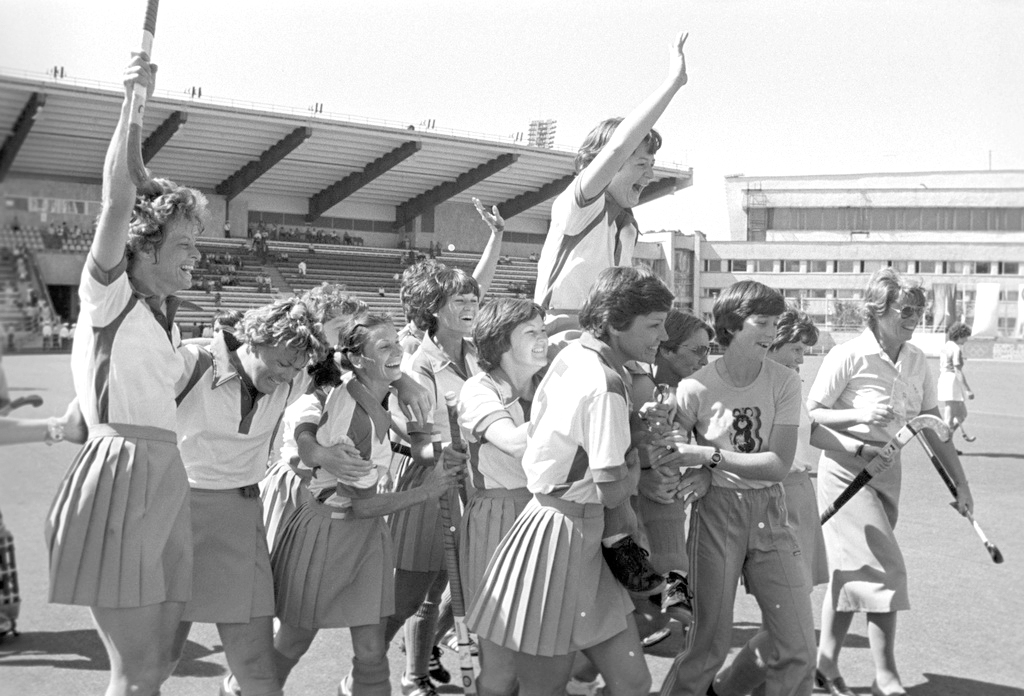
L'équipe du Zimbabwe célèbre sa victoire aux Jeux olympiques de 1980.

Anthea Stewart joue 25 matchs pour l'Afrique du Sud de 1963 à 1974, mais c'est avec l'équipe du Zimbabwe de hockey sur gazon féminin, dqu'elle est sacrée championne olympique en 1980 à Moscou.
Elle se marie avec le plongeur Rob Stewart avec lequel elle a un fils Evan Stewart (en), champion du monde de plongeon 1994.